# Bertula mimica
Bertula mimica är en fjärilsart som beskrevs av George Francis Hampson. Bertula mimica ingår i släktet Bertula och familjen nattflyn. Inga underarter finns listade i Catalogue of Life.